# Niwiski (gromada)
Niwiski – dawna gromada, czyli najmniejsza jednostka podziału terytorialnego Polskiej Rzeczypospolitej Ludowej w latach 1954–1972.
Gromady, z gromadzkimi radami narodowymi (GRN) jako organami władzy najniższego stopnia na wsi, funkcjonowały od reformy reorganizującej administrację wiejską przeprowadzonej jesienią 1954 do momentu ich zniesienia z dniem 1 stycznia 1973, tym samym wypierając organizację gminną w latach 1954–1972.
Gromadę Niwiski z siedzibą GRN w Niwiskach utworzono – jako jedną z 8759 gromad – w powiecie siedleckim w woj. warszawskim, na mocy uchwały nr VI/10/18/54 WRN w Warszawie z dnia 5 października 1954. W skład jednostki weszły obszary dotychczasowych gromad Niwiski, Niwiski majątek, Wólka Żukowska, Wyłazy, Ziomaki i Żuków oraz przysiółek Tuszetów z dotychczasowej gromady Broszków ze zniesionej gminy Niwiski a także obszary dotychczasowych gromad Kisielany-Kuce i Kisielany-Żmichy ze zniesionej gminy Skupie w tymże powiecie. Dla gromady ustalono 21 członków gromadzkiej rady narodowej.
31 grudnia 1961 do gromady Niwiski włączono obszar zniesionej gromady Strzała (bez wsi Strzała, Purzec i Żytnia) oraz wsie Nowe Opole, Opole-Świerczyna i Stare Opole ze zniesionej gromady Opole Nowe w tymże powiecie.
Gromada przetrwała do końca 1972 roku, czyli do kolejnej reformy gminnej.